# فرسان مون كول
فرسان مون كول (باليابانية: 六門天外モンコレナイト
) هو سلسلة مانغا يابانية من تأليف ساتورو أكاهوري وكاتسومي هاسيغاوا ورسوم هيدياكي نيشيكاوا. الفكرة الأصلية من ابتكار هيتوشي ياسودا ومجموعة إس إن إي. السلسلة مستوحاة من لعبة بطاقات التداول "مجموعة الوحوش".

## وصلات خارجية
- فرسان مون كول على موقع ANN manga (الإنجليزية)